# Diplazium aberrans
Diplazium aberrans là một loài thực vật có mạch trong họ Woodsiaceae. Loài này được Maxon & C.V. Morton miêu tả khoa học đầu tiên năm 1946.